# EPCglobal
EPCglobal — организация, продвигающая и стандартизирующая технологию маркировке товаров EPC (Electronic Product Code). Главная цель — создать единый стандарт RFID-систем. EPCglobal состоит из представителей от GS1, Auto-ID Labs, Cisco Systems, DHL/Exel Supply Chain, Haier Group Company, Johnson & Johnson, Kimberly-Clark Corporation, LG Electronics, Lockheed Martin Corporation, METRO AG, Novartis Pharma AG, Office of the Secretary of Defense, Procter & Gamble, Sony Corporation, The Dow Chemical Company и Wal-Mart Stores, Inc.

## Разработанные стандарты

### EPC
Electronic Product Code (сокр. англ. EPC, рус. Электро́нный код проду́кта) — стандарт RFID идентификатора, позволяющий присвоить уникальный номер любому предмету. В нынешнее время распространён стандарт EPC Class 1 Gen 2.

### LLRP
Low Level Reader Protocol (сокр. англ. LLRP, рус. Низкоуровневый протокол для считывателей) — стандарт, ратифицированный EPCglobal в апреле 2007 года. LLRP является сетевым интерфейсом между RFID-считывателем и клиентом. Клиент может быть в виде программного или аппаратного обеспечения.